# カペラ (音楽)
カペラまたはカッペッラ（イタリア語: cappella）は音楽家の団体を意味する。
本来の意味は礼拝堂であるが、実際には教会とは関係なく管弦楽団・吹奏楽団などの名称に使われている。ドイツ語のカペレ（Kapelle）、フランス語のシャペル（chapelle）、英語のチャペル（chapel）なども礼拝堂と楽団の両方の意味がある。

## 起源
伝統的に西洋のキリスト教礼拝堂の建物には礼拝を行う聖職者の一団があり、彼らのうちには歌うことを仕事とする者があった。その中に器楽奏者が含まれることもあった。大聖堂のような大規模な建物ではアプスの小礼拝室がリハーサルに用いられ、ここに楽譜・楽器・服装も保管されていた。そこからカペラという名前が音楽団体に対して用いられるようになり、その楽長をイタリア語でマエストロ・ディ・カペラ、ドイツ語でカペルマイスターと呼んだ。
そのようなカペラのうち16世紀でもっとも有名なものにシスティーナ礼拝堂のカペラ・システィーナやサン・ピエトロ大聖堂のカペラ・ジュリアがあった。中世にさかのぼるカペラにはパンプローナ大聖堂のものが含まれる。
かつてリエージュ司教領の町であったトンゲレンのバシリカについては、そのようなカペラの起源・発達・組織についての文献が残っている。15世紀においては20人の律修司祭が礼拝の伴奏を担当していた。16世紀末までに教会参事会はカペラを20人以上の音楽家からなる団体に拡張した。その大部分は歌手だったが、17世紀末までには4-6人の楽器奏者を含むようになった。
その頃までにカノン・カントル（前唱者）は3種類の音楽団体を監督するようになった。第1の団体は人数が6人の聖歌助手に固定されており、彼らは1444年の教皇勅書によって専用の6つの祭壇が与えられ、そこで少なくとも週に1度はミサを捧げなければならなかった。彼らのうちでもっとも重要なのは低音主唱者であり、彼は加えて週に2回のミサを捧げ、合唱団員を教育する義務があった。次に重要なのはオルガニストと低音楽器奏者であり、その下に一般の聖歌助手（3人）が来る。17世紀になると最後の3人も楽器（通常ヴァイオリンまたはチェロ）を演奏することが期待された。16-17世紀に聖歌助手たちは数ヶ月から数年ごとに交替したが、18世紀よりもその期間は短かった。新しい聖歌助手の採用試験は広い地域の候補者たちに開かれていたため、音楽家は次の雇用先を求めてしばしばある地域から別の地域へと旅行した。
第2の団体は7-8人前後の世俗音楽家（歌手と楽器演奏家の両方）から構成され、経済事情に応じて短期間採用された。楽器にはヴァイオリン、チェロ、ファゴット、トランペット、ツィンクなどがあった。その半数程度は聖具管理者・教会の寺男・侍祭などの役職につくか、例外としてはもと合唱団員でチャプレンになった者など、教会参事会とつながりを持っていた。他の者たちはしばしば大きな祝祭期間内の数日にわたって雇用される巡業音楽家であった。
第3の団体は12人の少年からなる合唱団であり、リエージュ大聖堂に雇われた12人の合唱団にならったものだった。彼らは非常に低い年齢から教育を受け（時には6歳で入団することもあった）、周歩廊の上に部屋を与えられた。もっとも優秀な者は変声後もしばらく楽器演奏家として残ったり、聖歌助手または成人音楽家の職につくこともあった。

## さまざまなカペラ
15世紀以降、ブルゴーニュ公などの各地の領主およびその継承者たちは、定期的な礼拝のために巡業する音楽家たちを宮廷礼拝堂に常住させようと試み、その壮麗さを誇示した。これにより、16世紀になるとヨーロッパ中に音楽家のネットワークが形成された。最終的にそのようなカペラは「定期的礼拝と明示的には関連を持たず、祝祭や公式行事と関連する音楽団体」になった。ドイツ語ではこのようなカペラをホーフカペレ（宮廷楽団）と呼び、後世宮廷が消滅するとしばしばシュターツカペレと改称した。イギリスには王室のカペラであるチャペル・ロイヤルが存在する。
民政においてもしばしば公式行事においてバンドを雇用した。アルタ・カペラという語は15-16世紀のヨーロッパの都市の管楽合奏団を意味する。

## 現在
カペラ（カペレなど他の言語における礼拝堂を意味する語も）はさまざまな音楽団体の名前の一部を構成している。
- エリザベート王妃音楽大学（オランダ語: Muziekkapel Koningin Elisabeth, フランス語: Chapelle musicale Reine Élisabeth）- ベルギーの音楽院
- 「シュターツカペレ」はドイツのいくつかの管弦楽団の名前に使われている。シュターツカペレ・ベルリン（ベルリン国立歌劇場の管弦楽団）、シュターツカペレ・ドレスデンなど。
- ベルギー軍王立音楽カペル (Koninklijke muziekkapellen van Defensie) - ベルギーの一連の軍楽隊[8]。ベルギー空軍王立音楽カペル (nl:Koninklijke Muziekkapel van de Belgische Luchtmacht) など。

多くの民間団体名では「カペラ」の語を含むことで古典派以前の音楽を主なレパートリーとするという意味合いを持つ。
- カピージャ・フラメンカ (Capilla Flamenca) （ベルギー、ルーヴェン）
- カペラ・クラコヴィエンシス (Capella Cracoviensis) （ポーランド、クラクフ）
- カペラ・サヴァリア (Capella Savaria) （ハンガリー、ソンバトヘイ）
- カペラ・イストロポリターナ（スロバキア、ブラチスラヴァ）
- カペリャ・レヤル・デ・カタルーニャ (La Capella Reial de Catalunya) （スペイン、バルセロナ）
- カペラ・アゴスティーノ・ステッファーニ（ドイツ、ハノーファー）- 1981年結成、15年後にハノーファー・ホーフカペレ (Hannoversche Hofkapelle) と改称[9]
- ホーフカペレ・ミュンヘン (de:Hofkapelle München) （ドイツ、ミュンヘン）- 2009年結成だが16世紀にあった同名の宮廷楽団から名前が取られている[10]。
- ノイエ・ホーフカペレ・グラーツ(Neue Hofkapelle Graz) - 2010年代に結成されたが、名前は1564年に設立された宮廷楽団に由来する[11]。